# Tonight (песня Джея Шона)
«Tonight» — песня британского R&B-исполнителя Джея Шона. Она была выпущена 18 января (iTunes) и 26 января 2009 года (CD-сингл), но видеоклип на песню был выпущен гораздо раньше, 17 ноября 2008 года. Песня является четвёртым и последним синглом с его второго альбома My Own Way.

## История
15 октября 2008 года Джей Шон объявил, что подписал контракт с американским хип-хоп лейблом Cash Money Records, на бэк-сцене MOBO Awards. Джей объяснил: «Подписать контракт с американским лейблом для меня всегда было мечтой. И это здорово, что тебя принимают лучшие в игре».
Сингл включает ремикс с участием рэпера Лила Уэйна, поскольку Cash Money Records выпускает ремикс, чтобы представить Джея Шона американскому рынку. Однако ремикс был отменён, и Шон записал новый сингл для американского рынка под названием «Down» с участием Лила Уэйна.
My Own Way: Deluxe Edition был выпущен 16 февраля 2009 года в Великобритании. Должен был выйти в США, однако идея была отложена, и Джей Шон работает над новым альбомом для американского рынка. Ведущим синглом является «Tonight», который был выпущен 26 января 2009 года. В альбом также вошли 2 дополнительные песни, «Never Been in Love» и «I’m Gone», и 4 дополнительных ремикса.
21 апреля 2009 года Harj D выпустили ремикс на «Tonight» под названием «Tonight (XS-Bass Remix)». Ремикс является первым эксклюзивным ремиксом после последнего альбома XS-BASS Amplified, который вышел в 2008 году.

## Список ремиксов
| #                           | Title                                | Time |
| --------------------------- | ------------------------------------ | ---- |
| Digital CD1: Island         |                                      |      |
| 01.                         | «Tonight (Josh Harris Remix)»        | 3:39 |
| 02.                         | «Tonight (Crazy Cousinz Remix)»      | 5:06 |
| 03.                         | «Tonight (DJ Shadow Dubai Remix)»    | 4:50 |
| Maxi CD/Digital CD2: Island |                                      |      |
| 01.                         | «Tonight (Radio Edit)»               | 3:25 |
| 02.                         | «Tonight (FP Radio Edit)»            | 3:24 |
| 03.                         | «Tonight (Crazy Cousinz Radio Edit)» | 3:22 |
| 04.                         | «Tonight (Punjabi Hit Squad Remix)»  | 4:16 |
| 05.                         | «I’m Gone (Acoustic Version)»        | 4:08 |

## Чарты

### Недельные чарты
| Чарт (2008—2011)                | Позиция |
| ------------------------------- | ------- |
| СНГ (TopHit Airplay)            | 44      |
| Россия (TopHit)                 | 95      |
| Шотландия (OCC Scotland)        | 15      |
| Великобритания (OCC UK Singles) | 23      |

### Итоговые чарты
| Чарт (2009)      | Позиция |
| ---------------- | ------- |
| CIS (Tophit)     | 169     |
| Венгрия (MAHASZ) | 98      |

| Чарт (2011)             | Позиция |
| ----------------------- | ------- |
| Russia Airplay (TopHit) | 197     |